# Megan Parlen
Megan Parlen (* 9. Juli 1980 in Los Angeles, Kalifornien) ist eine US-amerikanische Filmschauspielerin.
Drei Jahre in Folge, zwischen 1997 und 1999 gewann Parlen den Young Artist Award für ihre Darstellung in der Sitcom Hang Time.

## Filmografie

### Filme
- 1987: Bobo (Walk Like a Man)
- 1990: Sisters (Fernsehfilm)
- 1991: My Heroes Have Always Been Cowboys
- 1991: Snoopy’s Familientreffen (Snoopy’s Reunion, Kurzfilm, Sprechrolle)
- 1995: Ein Engel für Sam (Dad, the Angel & Me, Fernsehfilm)
- 1995: Attack of the Killer B–Movies (Fernsehfilm)
- 2003: Elysium (Sprechrolle)

### Fernsehserien
- 1989: Hardball (eine Folge)
- 1990: Shannon’s Deal (eine Folge)
- 1990: L.A. Law – Staranwälte, Tricks, Prozesse (L.A. Law, eine Folge)
- 1992: Raumschiff Enterprise: Das nächste Jahrhundert (Star Trek: The Next Generation, eine Folge)
- 1993: Das Leben und ich (Boy Meets World, eine Folge)
- 1994: Superman – Die Abenteuer von Lois & Clark (Lois & Clark: The New Adventures of Superman, eine Folge)
- 1995–2000: Hang Time (104 Folgen)
- 1996: Saved by the Bell: The New Class (eine Folge)
- 1997: Diesmal für immer (Something So Right, zwei Folgen)